# Przesunięty próg
Przesunięty próg – próg drogi startowej na lotnisku, który zlokalizowany jest w innym miejscu niż jej fizyczny początek lub koniec. Ta część pasa może być używana podczas startu, ale nigdy podczas lądowania. Lądujące samoloty mogą używać przesuniętego obszaru tylko na przeciwnym końcu pasa startowego do dobiegu.
Przesunięty próg stworzono, aby zezwolić przylatującym samolotom na lądowanie nad przeszkodą, zostawiając jednocześnie wylatującym maszynom jak największą możliwą powierzchnię drogi startowej. Przesunięty próg może zostać wprowadzony, również gdy początkowa sekcja pasa startowego nie jest w stanie dłużej wytrzymać uderzeń kół samolotów podczas przyziemienia. W takich sytuacjach od samolotów wymaga się lądowania poza przesuniętym progiem. Wylatujące samoloty mogą używać obszaru przesuniętego progu do startów lub dolotów, ponieważ w tych przypadkach nie uderzają w pas z siłą lądującego samolotu.
W obszarze przesuniętych progów znajdują się strzałki oznaczające środek drogi startowej. Gruba biała linia z zazwyczaj czterema strzałkami pokazującymi kierunek pasa oznacza koniec progu i początek drogi startowej. Progi liczone są jako część drogi startowej i wliczają się do jej długości.